# لودويغ وولف
لودويغ وولف (بالألمانية: Ludwig Wolff)‏ (و. 1876 – 1958 م) هو مخرج أفلام، وكاتب سيناريو، وكاتب ألماني، ولد في بييلسكو فيالا، توفي في الولايات المتحدة، عن عمر يناهز 82 عاماً.

## وصلات خارجية
- لودويغ وولف على موقع IMDb (الإنجليزية)
- لودويغ وولف على موقع ألو سيني (الفرنسية)
- لودويغ وولف على موقع أول موفي (الإنجليزية)
- لودويغ وولف على موقع قاعدة بيانات الأفلام السويدية (السويدية)
- لودويغ وولف على موقع قاعدة بيانات الفيلم (الإنجليزية)
- لودويغ وولف على موقع كينوبويسك (الروسية)